# Irmãs do Santíssimo Salvador
As Irmãs do Santíssimo Salvador (em latim: Congregationis Sororum a Ss.mo Salvatore) é uma congregação religiosa feminina, docente e hospitalar de direito pontifício.

## Histórico

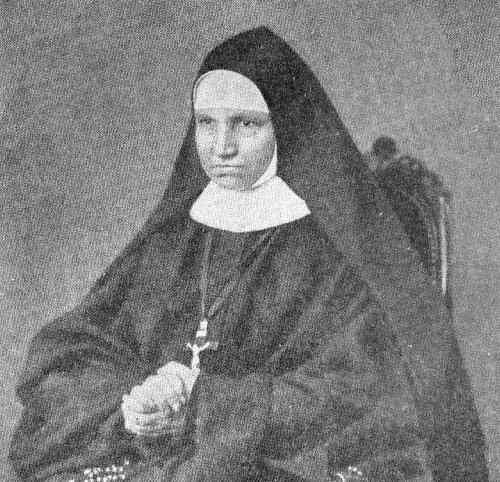
Élisabeth Eppinger, fundadora da congregação

A congregação foi fundada com o nome de Filhas do Divino Redentor em 28 de agosto de 1849 em Niederbronn-les-Bains por Élisabeth Eppinger (1814-1867) para ajudar os enfermos. Ela recebeu a ajuda do padre Jean-David Reichard (1796-1867) e a aprovação do Arcebispo de Estrasburgo, Mons. Raess. Um decreto imperial de 6 de novembro de 1854 reconheceu civilmente a congregação.
O instituto recebeu o decretum laudis em 7 de maio de 1863 e mudou o nome das filhas do Divino Redentor para o atual, foi aprovado definitivamente pela Santa Sé em 11 de abril de 1866. Duas cisões deram origem às Irmãs do Redentor (1866) e às Irmãs do Divino Redentor (1868).

## Atividades e difusão
As irmãs dedicam-se ao cuidado das pessoas idosas, das pessoas deficientes e dos doentes, em domicílio, em casas de retiro e os hospitais dirigidos pelas próprias irmãs. A partir dos anos 40 o instituto abriu-se ao apostolado em território missionário.
Eles estão presentes em:
- Europa: Alemanha, Áustria, França, Eslováquia, Hungria.[2]
- África: Angola, Camarões.
- América: Argentina.
- Ásia: Índia.

A casa mãe está situada em Oberbronn, no Baixo Reno.
Em 2017, a congregação contava com 1.195 irmãs em 151 casas.

## Fonte
- Este artigo foi inicialmente traduzido, total ou parcialmente, do artigo da Wikipédia em francês cujo título é «Sœurs du Très Saint Sauveur», especificamente desta versão.